# Miguel da Silveira (político)
Miguel da Silveira (Horta, 1883 — Estados Unidos da América, 1936) foi um comerciante e político que, entre outras funções, foi presidente da Câmara Municpal da Horta.

## Biografia
Nasceu na freguesia da Matriz, na cidade da Horta, filho do grande comerciante e político de origem picoense Miguel António da Silveira (1852-1906), a quem sucedeu nos negócios e na chefia do Partido Progressista no Distrito da Horta.
Na vertente dos negócios dedicou-se essencialmente ao abastecimento das empresas que se dedicavam à caça à baleia e à exportação dos seus produtos, mantendo também a sua própria armação, com três canoas baleeiras. Contudo, a empresa que herdara de seu pai entrou em declínio. Na vertente política tambem não teve sucesso, pois após a morte de seu pai, em 1906, os progressistas entraram num período de grande instabilidade, com alguns dos seus militantes mais destacados, nomeadamente Vitoriano da Rosa Martins, o 1.º barão da Ribeirinha, a entrarem em dissidência.
Em 1910, pouco antes da implantação da República Portuguesa e consequente extinção do partido, Miguel da Silveira abandonou a liderança do partido e o comércio e emigrou para os Estados Unidos da América. A sua armação baleeira entraria em falência em 1914, sendo vendida em hasta pública.